# Władza rodzicielska
Władza rodzicielska – prawa i obowiązki, które mają względem osoby małoletniej jej rodzice. Co do zasady władza rodzicielska przysługuje obojgu rodzicom.
W Polsce władzę rodzicielską regulują przede wszystkim przepisy Kodeksu rodzinnego i opiekuńczego (art. 92–112 k.r.o.).

## Treść i wykonywanie
Władza rodzicielska związana jest z prawem i obowiązkiem wychowania dziecka, pieczy nad nim i jego majątkiem, a także z przedstawicielstwem ustawowym. Dziecko pozostające pod władzą rodzicielską winne jest rodzicom posłuszeństwo, a w sprawach, w których może samodzielnie podejmować decyzje i składać oświadczenia woli, powinno wysłuchać opinii i zaleceń rodziców formułowanych dla jego dobra. Władza rodzicielska powinna być wykonywana tak, jak tego wymaga dobro dziecka i interes społeczny. Rodzice przed powzięciem decyzji w ważniejszych sprawach dotyczących osoby lub majątku dziecka powinni je wysłuchać, jeżeli rozwój umysłowy, stan zdrowia i stopień dojrzałości dziecka na to pozwala, oraz uwzględnić w miarę możliwości jego rozsądne życzenia (art. 95 § 1–4 k.r.o.).
Rodzice wychowują dziecko pozostające pod ich władzą i kierują nim. Mają też obowiązek troszczyć się o jego fizyczny i duchowy rozwój oraz przygotować je należycie do pracy dla dobra społeczeństwa odpowiednio do jego uzdolnień. Rodzice, którzy nie mają pełnej zdolności do czynności prawnych, uczestniczą w sprawowaniu bieżącej pieczy nad osobą dziecka i w jego wychowaniu, chyba że sąd opiekuńczy ze względu na dobro dziecka postanowi inaczej (art. 96 § 1–2 k.r.o.). Osobom wykonującym władzę rodzicielską zakazuje się stosowania kar cielesnych (art. 961 k.r.o.).

## Wygaśnięcie i pozbawienie władzy rodzicielskiej
Władza rodzicielska wygasa, gdy dziecko osiągnie pełnoletniość (art. 92 k.r.o.).
Ojciec lub matka tracą władzę rodzicielską w przypadku pozbawienia jej orzeczeniem sądu rodzinnego. Może on o tym postanowić (art. 111 k.r.o.), gdy:
- władza rodzicielska nie może być wykonywana z powodu trwałej przeszkody (np. skazania na karę pozbawienia wolności) (§ 1)
- władza rodzicielska jest nadużywana przez ojca lub matkę (§ 1)
- ojciec lub matka w sposób rażący zaniedbuje obowiązki względem dziecka (np. notorycznie nie dopilnowuje spełniania przez dziecko obowiązku szkolnego albo obowiązku nauki) (§ 1)
- ojciec lub matka trwale nie interesuje się dzieckiem (§ 1a).

W razie ubezwłasnowolnienia ojca lub matki z mocy prawa nie mogą oni sprawować władzy rodzicielskiej.

## Ograniczenie i zawieszenie władzy rodzicielskiej
Sąd rodzinny może ograniczyć wykonywanie władzy rodzicielskiej, jak również zawiesić jej wykonywanie, jeżeli wystąpi przemijająca przeszkoda w jej sprawowaniu (art. 110 k.r.o.) lub gdy dobro dziecka jest zagrożone (art. 109 k.r.o.).
Jeżeli dobro dziecka jest zagrożone, sąd opiekuńczy może w szczególności:
- zobowiązać rodziców oraz małoletniego do określonego postępowania, w szczególności do pracy z asystentem rodziny, realizowania innych form pracy z rodziną, skierować małoletniego do placówki wsparcia dziennego, określonych w przepisach o wspieraniu rodziny i systemie pieczy zastępczej lub skierować rodziców do placówki albo specjalisty zajmujących się terapią rodzinną, poradnictwem lub świadczących rodzinie inną stosowną pomoc z jednoczesnym wskazaniem sposobu kontroli wykonania wydanych zarządzeń
- określić, jakie czynności nie mogą być przez rodziców dokonywane bez zezwolenia sądu albo poddać rodziców innym ograniczeniom, jakim podlega opiekun
- poddać wykonywanie władzy rodzicielskiej stałemu nadzorowi kuratora sądowego
- skierować małoletniego do organizacji lub instytucji powołanej do przygotowania zawodowego albo do innej placówki sprawującej częściową pieczę nad dziećmi
- zarządzić umieszczenie małoletniego w rodzinie zastępczej, rodzinnym domu dziecka albo w instytucjonalnej pieczy zastępczej albo powierzyć tymczasowo pełnienie funkcji rodziny zastępczej małżonkom lub osobie, niespełniającym warunków dotyczących rodzin zastępczych, w zakresie niezbędnych szkoleń, określonych w przepisach o wspieraniu rodziny i systemie pieczy zastępczej (art. 109 § 2 k.r.o.). Sąd opiekuńczy może także powierzyć zarząd majątkiem małoletniego ustanowionemu w tym celu kuratorowi (art. 109 § 3 k.r.o.).